# 주영국 이란 대사관
주영국 이란 대사관(페르시아어: سفارت جمهوری اسلامی ایران در پادشاهی متحد, 영어: Embassy of the Islamic Republic of Iran in the United Kingdom)은 영국 런던에 위치한 이란 대사관이다.
주영국 이란 대사관은 웨스트민스터 사우스켄싱턴의 하이드 파크가 내려다보이는 테라스에 위치하고 있다. 이란은 또한 사우스켄싱턴의 켄싱턴코트 50번지에 영사부를 두고 있다. 대사관 건물은 주영국 에티오피아 대사관, 폴란드 연구소 및 시코르스키 박물관과 함께 2급 치장 벽토 건물에 입주하고 있다.
1980년에는 이란의 아랍 민족주의 단체인 아라비스탄 해방민주혁명전선 회원들이 영국 SAS 대원들의 탈환 작전 이전에 며칠 동안 건물을 점거한 주영국 이란 대사관 인질 사건이 일어난 곳이다. 이 사건으로 인해 대사관 청사가 손상되었고 1993년까지 폐쇄되었다.
2011년에 이란 테헤란에서 주이란 영국 대사관 습격 사건이 일어나자 영국 정부는 이란 정부의 해당 사건 지원 의혹을 제기하면서 주영국 이란 대사관을 폐쇄한다는 명령을 내렸다. 2011년부터 2014년까지 주영국 오만 대사관은 영국 주재 이란 이익대표부 역할을 수행했다. 그러던 중에 2013년에 실시된 이란 대통령 선거에서 당선된 하산 로하니가 영국과의 관계 개선, 양국 주재 대사관 운영 재개 계획을 표명했다.
2014년 2월 20일에 이란과 영국 양국이 외교 관계를 정상화하기로 합의하명서 주영국 이란 대사관이 운영을 재개했다. 2018년 3월 9일에는 이란의 이슬람학자인 후세인 알시라지가 곰에서 체포되자 시위대 4명이 이란 정부에 대한 항의의 표시로 대사관 1층 발코니에 게양되어 있던 이란의 국기를 떼어났다가 체포되었다.

## 같이 보기
- 주이란 영국 대사관
- 이란의 재외공관 목록